# 王文 (1911年)
王文（1911年—1943年11月16日），原名王学善，曾用化名罗文、老井，男，陕西绥德人，中国政治人物。1930年加入中国共产党，历任中共绥德县委书记、吴堡县委书记、米脂中心县委书记、胶东特委书记、胶东区委书记、八路军山东纵队第五支队政委和胶东行政公署主任等职。

## 生平
1911年9月9日，王文出生于陕西省绥德县耿家山村一个贫穷的农民家庭，六岁时母亲去世，家中更加贫困。虽然家庭贫困，但在父亲王福荣的一个朋友耿如财的帮助下，王文在九岁时得以蒙学，曾在刘家山小学读书。1926年，王文入绥德县立第一高级小学学习。1927年，高小毕业的王文考入了陕西省立第四师范学校。绥德四师校址就在绥德县城，是中国共产党当时在陕北地区的活动中心，校长常汉三等都是中国共产党员。受学校氛围的影响，王文开始接触马列主义思想。由于在学潮中表现突出，王文被吸收为中国共产主义青年团团员。1927年8月4日，当地国民政府查封绥德四师，中共党组织遭到破坏，当时正在农村活动的王文决定先返回家乡暂时不回学校。在王文回乡后不久就收到了校方要求返校的通知，但考虑到校长已换，学校正在执行“清党”措施，王文最终还是决定不再返回该校读书。失学在家的王文几经周折于1928年与中共地下党员李景林取得联系。1929年，两人在绥德县城东南的介首村开办了一所由李景林任校长的学校，他们在宣传革命道理的同时，也在学生中发展共青团团员。1930年，王文由李景林介绍加入了中国共产党。介首村特别支部建立后，李景林任支书，王文任支委。
1933年7月，中共陕北特委将绥清中心区委改为中心县委，李景林被调到县委任职，王文出任黄河沿岸特区书记，后特区改为绥德县一区，王文仍任书记。1935年5月3日，绥德县苏维埃政府成立，王文任副主席。1935年冬，王文任绥德县委书记。1936年8月，王文改任吴堡县委书记。1936年12月，王文任东北军工作委员会书记。1937年3月，王文到延安中央党校学习。10月，他调任米脂中心县委书记和抗敌委员会主任。
1938年春，王文和王子文、霍士廉、苏杰、白炎波等50多人，由郭洪涛率领奉党中央命令赴山东开辟抗日根据地，行前毛泽东曾专门向他们说明到山东后工作的目标。王文等人从延安出发经西安辗转抵达山东。1938年5月，王文被中共苏鲁豫皖边区省委委任为中共胶东特委书记。胶东特委的上一任书记理琪在2月份的雷神庙战斗中牺牲，特委所属山东人民抗日救国军第三军的一部在蓬莱、黄县、掖县一带成立了蓬黄掖抗日根据地。在当时的胶东，中共领导的抗日武装，除了胶东特委领导的山东人民抗日救国军第三军，还有胶东抗日游击第三支队、八路军鲁东游击队等多支互不隶属的队伍。王文到任后，首先着手整顿中共在胶东的武装力量，于1938年8月，王文亲赴掖县与第三支队队长郑耀南等面商部队合编事宜，撤销三支队番号。1938年9月18日，第三军与第三支队在掖县沙河镇合编为山东人民抗日游击队第五支队，12月又改编为八路军山东纵队第五支队。
1938年12月，中共苏鲁豫皖边区省委改为中共中央山东分局，胶东特委改为胶东区委，王文任区委书记兼军政委员会主席。1939年9月，在胶东成立了山东省第三军区，统一领导除第五支队以外的各地方武装，王文兼任政治委员。1940年6月，王文率胶东区党政军机关进驻大泽山区，扩大了大泽山抗日根据地。1940年9月，山东分局派林浩任胶东区委书记兼军政委员会主席，王文改任区委副书记。1940年底，八路军山东纵队整编，原山东纵队第五支队改编为山东纵队第五旅，以原第三军区机关及所属地方武装为基础，重新组建山东纵队第五支队，王文兼任政委。1942年9月，王文任胶东区行政主任公署主任兼兼胶东军区副政委。
王文早年患有胃病，1942年又染上肺病。1943年春节后，王文吐血昏迷，仅在妻子王伦的照顾下修养了两个月就重新投入到工作之中。由于林浩被调回山东分局，王文的工作更加繁重，病情不断恶化。1943年9月，山东分局书记朱瑞派林浩回胶东，并强令王文离职休息、住院治疗。1943年11月16日，王文病重在乳山县菜园子村去世，时年32岁。
王文病逝后被追认为革命烈士。1944年5月16日，王文烈士追悼会举行，胶东党政军民代表千余人参加，许世友、吴克华等发表了悼念文章。1945年10月10日，王文烈士的灵枢由乳山县移往胶东抗日烈士陵园（现栖霞市英灵山烈士陵园）。2015年8月24日，中国民政部将其列入《第二批著名抗日英烈和英雄群体名录》。